# Сикел
Сикел (др.-греч. Σικελός) — в древнегреческой мифологии эпоним народа сикелов, от которого получила название Сицилия.
По историку Антиоху Сиракузскому, бежал из некоего древнего Рима. Принят в качестве гостя Моргетом, установил свою власть и разделил народ. По Гелланику Лесбосскому, царь авзонов, бежавших от япигов на Сицилию.
По Филисту Сиракузскому, сын Итала, царь лигуров, изгнанных омбриками и пеласгами и переселившихся на остров. Согласно Солину, сын Посейдона.